# ボカロP
ボカロP（ボカロピー、ボーカロイド・プロデューサー）は、VOCALOID（ボーカロイド）、UTAU（ウタウ）、CeVIO（チェビオ）などの音声合成ソフトで楽曲（ボカロ曲）を制作して動画投稿サイトへ投稿する音楽家を指す名称である。

## 概要
元来、音楽家がポップソングを発表する方法として「歌手に依頼する」または「自ら歌唱する」という2通りが存在したが、ヤマハの音声合成技術「VOCALOID」の登場により、デスクトップミュージック（DTM）において、VOCALOIDによるボーカルを使用することが新たな選択肢となった。
クリプトン・フューチャー・メディアが2007年に発売した音声ライブラリ『VOCALOID2 キャラクター・ボーカル・シリーズ01 初音ミク』は、その前後に誕生したニコニコ動画やYouTubeなどの動画投稿サイトで同人音楽の新たな文化としてムーブメントとなった。
ボーカロイドを使用し制作された楽曲（ボカロ曲）は若年層を中心に広がりを見せ、主要な音楽チャートやカラオケチャートで上位に登場するなど、日本独自の音楽文化として定着している。楽曲の多くはイラストやアニメーションを用いたミュージックビデオ形式で発表されることから、インターネット上で多数のアマチュアユーザーが参加する、二次創作やユーザー生成コンテンツ（UGC）としての広がりを持っていることが特徴として挙げられる。
ボカロPによる同人音楽CDの頒布やリアルの交流の場として、ケットコムが主催する即売会であるTHE VOC@LOiD M@STER（通称ボーマス）が2007年以降開催されている。

### 語源
ボーカロイドの略称であるボカロとプロデューサー（Producer）の頭文字を合わせて、ボカロPと呼ばれるようになった。"プロデューサー"という語は、2007年の初音ミク発売当時、ニコニコ動画で流行していたアイドルマスターシリーズの動画投稿者を、原作ゲーム内のプレイヤーネームを表す「○○P」と呼んでいたことが影響したものである。初音ミクはキャラクター性を押し出したバーチャルアイドルとしての性格を持っていたため、楽曲制作者をアイドルのプロデューサーになぞらえて、一部の動画投稿者を「○○P」、総称を「ボカロP」と呼ぶ慣習が生まれた。初めて「○○P」と呼ばれるようになったVOCALOID関連の動画投稿者はワンカップPとされている。

## メジャーシーンへの広がり
- 2008年8月にlivetuneがアルバム『Re:package』をビクターエンタテインメントからリリースし、初音ミクを使用した音楽CDがメジャーレーベルから発売された初めての事例となった[6]。翌年の2009年にはsupercellがソニー・ミュージックからメジャーデビュー、同年にポニーキャニオン傘下のEXIT TUNESからコンピレーションアルバムの展開が開始され、一般の音楽業界への進出が顕著なものとなりはじめた[7][8]。
- 2010年代になると、小説家としても活動するボカロPが登場するようになった。じん（自然の敵P）は、自身の発表した楽曲をメディアミックス作品の『カゲロウプロジェクト』として展開している[9]。他にも、mothy_悪ノPやてにをはなどが自身の楽曲を原作とした小説を発表している。
- ボカロPの一部には、ハチ（米津玄師）やバルーン（須田景凪）のように、ボカロPとして活動した後、シンガーソングライターとして活動したり[10][11]、wowakaやn-bunaのように、ロックバンドのメンバーとして活動する場合もある[12][13]（中にはじんやナユタン星人、和田たけあきのように、ボカロ作曲と楽曲提供、更には歌唱も並行して行うボカロPもいる）。
- 2018年に米津玄師[14]、2020年、2021年にはAyaseがYOASOBIのメンバーとしてNHK紅白歌合戦に出場した[15]。また2021年には歌い手としても活動するまふまふが出場した。

## 主なボカロP

### ニコニコ動画で1000万再生を達成したボカロP
ニコニコ動画では、ボーカロイド楽曲のミュージック・ビデオの再生回数が1000万回を達成すると「VOCALOID神話入り」と呼ばれるタグが付けられる。『』内は1000万再生を達成した楽曲名。
- ika『みくみくにしてあげる♪【してやんよ】』
- ryo『メルト』『ワールドイズマイン』
- 黒うさP『千本桜』
- ハチ『マトリョシカ』『砂の惑星』『ドーナツホール』
- DECO*27『モザイクロール』『ゴーストルール』『ヒバナ』
- wowaka『ワールズエンド・ダンスホール』『ローリンガール』『アンノウン・マザーグース』『裏表ラバーズ』
- iroha（sasaki）『炉心融解』
- cosMo（@暴走P）『初音ミクの消失（LONG VERSION）』
- Orangestar『アスノヨゾラ哨戒班』
- kemu『六兆年と一夜物語』
- れるりり『脳漿炸裂ガール』
- 164『天ノ弱』
- n-buna『ウミユリ海底譚』
- doriko『ロミオとシンデレラ』
- みきとP『ロキ』
- かいりきベア『ベノム』
- Neru『ロストワンの号哭』
- ツミキ『フォニイ』[注 3]
- いよわ『きゅうくらりん』[注 3]

### YouTubeで1億再生を達成したボカロP
- Chinozo『グッバイ宣言』
- Crusher-P『ECHO』
- ぽわぽわP『少女A』
- きくお『愛して愛して愛して』
- ゆこぴ『強風オールバック』
- サツキ『メズマライザー』[注 4]

### シンガーソングライターとして活動しているボカロP
（）内は、ボカロPとしての名義。
- 米津玄師（ハチ）
- イナメトオル（40mP）
- 荒井洋明（シグナルP）
- 一ノ瀬ユウ（蝶々P）
- 須田景凪（バルーン）
- キタニタツヤ（こんにちは谷田さん）
- TOOBOE（john）
- Lanndo（ぬゆり）
- 神山羊（有機酸）
- 岩見陸（ナナホシ管弦楽団）
- 工藤大発見（ピノキオピー）
- 栗山夕璃（蜂屋ななし）
- ヤマモトガク（Peg）
- seeeeecun（しーくん）

syudou、すりぃ、Guiano、カンザキイオリ、R Sound Design、遼遼など、名義を変えずにシンガーソングライター活動（自身の楽曲のセルフカバー等）をしているボカロPもいる。

### バンドや音楽グループのメンバーとして活動しているボカロP
（）内はボカロPが所属するグループ名。
- ryo（supercell）
- wowaka（ヒトリエ）
- 亜沙（和楽器バンド）
- レフティモンスターP（イトヲカシ）
- halyosy（absorb）
- n-buna（ヨルシカ）
- ぷす（ツユ）
- Ayase（YOASOBI）
- とく（GARNiDELiA）
- DECO*27（LOVE LASTS FOREVER）
- ギガP（REOL）
- 黒うさP（WhiteFlame）
- kemu（PENGUIN RESEARCH）
- ラムネ/村人P（サイダーガール）
- moff/もっふーP（サイダーガール）
- 石風呂（ネクライトーキー）
- ナノウ （CIVILIAN）
- マイキP（ラトゥラトゥ）
- ユリイ・カノン（月詠み）
- koyori（空白ごっこ）
- Misumi（DUSTCELL）
- 針原翼（空白ごっこ）
- れをる（REOL）
- ツミキ（NOMELON NOLEMON）
- 蜂屋ななし（Van de Shop）
- Chinozo（niKu）
- 村上蔵馬（NEE）
- sasakure.UK (有形ランペイジ)

## ボカロPがリリースした著名な作品
歌唱にボーカロイドを用いているシングル及びアルバムのみを記載（EXIT TUNESなどからリリースされるボーカロイド楽曲のコンピレーションアルバムは除く）。いずれのボカロPも自作品がニコニコ動画内で「伝説入り」（100万回以上再生）している。
- supercell（ryo/supercell）
- Re:package（kz/livetune）
- 花束と水葬、OFFICIAL ORANGE（ハチ）
- アンハッピーリフレイン（wowaka）
- 相愛性理論、愛迷エレジー、ラブカレンダー、Conti New、GHOST、アンドロイドガール、アンデッドアリス、MANNEQUIN（DECO*27）
- 41m、だんだん早くなる（40mP）
- メカクシティデイズ、メカクシティレコーズ（じん）
- PANDORA VOXX（kemu）
- 厨病激発ボーイ（れるりり）
- 世界征服、マイネームイズラヴソング、CYNICISM（Neru）
- カーテンコールが止む前に、花と水飴、最終電車、月を歩いている（n-buna）
- 未完成エイトビーツ、SEASIDE SOLILOQUIES（Orangestar）
- ナユタン星からの物体X、ナユタン星からの物体Y、ナユタン星からの物体Z、ナユタン星からの物体N（ナユタン星人）
- Corridor、Marble、apartment（バルーン）
- troy（有機酸）
- plotoplan、Outer Sample（ぬゆり）
- BLUE ENDING NOVA、ネオドリームトラベラー、ふたりの（はるまきごはん）
- ベノム、ダーリンシンドローム（かいりきベア）
- コインロッカーベイビー、フライドアイ（MARETU）
- 人間劇場（ユリイ・カノン）
- 白紙（カンザキイオリ）
- NOMAN、SHIMNEY（煮ル果実）
- 最悪、必死、キュートなカノジョ（ syudou ）
- パンデミック（すりぃ）
- ヘイトフル、スクラップファーム（柊キライ）
- 幽霊東京、MIKUNOYOASOBI（Ayase）
- ねむるまち（くじら）
- The Deluge（Chinozo）
- KING、Kanaria.code（Kanaria）